# Pentacentrus biroi
Pentacentrus biroi är en insektsart som beskrevs av Lucien Chopard 1927. Pentacentrus biroi ingår i släktet Pentacentrus och familjen syrsor. Inga underarter finns listade i Catalogue of Life.